# Müllheim (Baden)
Müllheim (Baden) (niem: Bahnhof Müllheim (Baden)) – stacja kolejowa w Müllheim im Markgräflerland, w kraju związkowym Badenia-Wirtembergia, w Niemczech. Według DB Station&Service ma kategorię 4. Węzeł kolejowy na linii Mannheim – Basel.

## Położenie
Stacja Müllheim (Baden) znajduje się na najbardziej wysuniętym na południe odcinku Rheintalbahn, mniej więcej w połowie drogi między Fryburgiem Bryzgowijskim a Bazyleą. Jego adres to Bahnhofstrasse 1.

## Linie kolejowe
- Linia Mannheim – Basel
- Linia Müllheim – Mulhouse
- Linia Müllheim – Badenweiler - linia zlikwidowana

## Połączenia

### Dalekobieżne
| Linia  | Trasa | Takt                |
| ------ | --- | ------------------- |
| TGV 81 | Freiburg (Breisgau) – Müllheim (Baden) – Mulhouse-Ville – Belfort – Montbéliard TGV – Besançon Franche-Comté TGV – Dijon-Ville – Paris-Lyon | jedna para pociągów |
| IC 60  | Basel Bad Bf – Müllheim (Baden) – Freiburg (Breisgau) – Offenburg – Karlsruhe – Stuttgart – München                                         | jedna para pociągów |

### Regionalne
| Rodzaj pociągu | Trasa | Takt                | Tor                                           |
| -------------- | --- | ------------------- | --------------------------------------------- |
| RE             | Offenburg – Lahr (Schwarzw) – Emmendingen – Freiburg (Breisgau) – Schallstadt – Bad Krozingen – Müllheim (Baden) – Basel Bad Bf (– Basel SBB)                                              | godzinny            | 1 (Kierunek Freiburg) 2 (k. Basel)            |
| RB             | (Karlsruhe –) Offenburg – Lahr (Schwarzw) – Emmendingen – Freiburg (Breisgau) – Ebringen – Schallstadt – Bad Krozingen – Heitersheim – Müllheim (Baden) – Neuenburg (Baden) / Basel Bad Bf | godzinny            | 1 (k. Freiburg) 2 (k. Basel) 5 (k. Neuenburg) |
| TER            | (Freiburg (Breisgau) –) Müllheim (Baden) – Neuenburg (Baden) – Bantzenheim – Mulhouse Ville                                                                                                | siedem par pociągów | 5                                             |